# Newman Haynes Clanton
Newman Haynes Clanton (c. 1816 - 13 de agosto de 1881), también conocido como "Old Man" ("Viejo") Clanton, fue un ganadero y forajido del viejo oeste estadounidense. Dos de sus hijos participaron en múltiples conflictos en el Condado de Cochise, Territorio de Arizona, incluyendo robos de diligencia y robos de ganado. Su hijo Ike Clanton fue identificado por un testigo como participante en el asesinato de Morgan Earp. Billy Clanton e Ike estuvieron presentes en el Tiroteo en el O.K. Corral, en el que Billy resultó muerto. El "Viejo" Clanton estuvo presuntamente involucrado con el robo de ganado de ganaderos mexicanos para revenderlo en los Estados Unidos. Los registros indican que participó en la Masacre del Cañón Skeleton perpetrada contra traficantes mexicanos. En represalia, el Cuerpo de Policía Rural mexicano al parecer le habrían emboscado y asesinado junto a su grupo de Cowboys en la Masacre del Cañón de Guadalupe.
Aunque los medios modernos han retratado a Newman Clanton como el líder de una pandilla de forajidos, no había tal pandilla. Los forajidos "Cowboys" eran un grupo vagamente conectado e informal. También hay evidencia de que Newman Clanton no conoció a ninguno de los hermanos Earp, ya que se había trasladado a Nuevo México para el momento en que los Earp llegaron a Tombstone a finales de 1879.

## Primeros años
Newman Clanton nació alrededor de 1816 en el Condado de Davidson, Tennessee, y se casó con Mariah Sexton Kelso en el Condado de Callaway, Misuri, el 5 de enero de 1840. Newman y Mariah tuvieron cinco hijos y dos hijas: John Wesley, Phineas "Fin" Fay, Joseph "Ike" Isaac, Mary Elsie, Ester Ann, Peter Alonzo y William "Billy" Harrison. Peter Alonzo murió cuando era un bebé.
Newman Clanton había sido dueño de esclavos y plantador en Tennessee antes de trasladar a su familia a Misuri. Durante los próximos 20 años, siguió mudándose con su familia a través del oeste y suroeste. Fue buscador durante la Fiebre del oro de California  antes de trasladar a su familia a Dallas, Texas, alrededor de 1853, donde administraron un rancho por un tiempo, y donde nacieron sus dos últimos hijos, Ester y Alonzo. Mientras estaba en Texas, tanto Newman como su hijo mayor John se alistaron en la Guardia Local Confederada en el inicio de la guerra civil estadounidense. Newman fue liberado debido a su edad.
Al final de la guerra en 1865 Newman trasladó a su familia al Territorio de Arizona y se estableció por un tiempo cerca de Fort Bowie, no lejos de Willcox, Arizona. En 1866, se trasladaron a San Buenaventura, California, y después de 26 años de matrimonio, su esposa Mariah murió. En 1871, trasladó a su familia a Port Hueneme, California.

## Ganadería y contrabando en el Condado de Cochise
Newman regresó al Territorio de Arizona en 1873, al valle del Río Gila donde compró o se apropió de una gran extensión de tierras afuera de Camp Thomas, pero los planes de crear allí una nueva ciudad no llegaron a materializarse. Volvió entonces a la cría de ganado y la mayoría de sus hijos lo siguieron a Arizona.
Durante todas estas mudanzas, los Clanton habían repetido problemas con la justicia. Tanto Newman como su hijo mayor John Wesley fueron condenados por deserción durante la Guerra Civil. Ellos desarrollaron una reputación de robo y vandalismo que los siguió a Arizona. Newman Clanton vendió el rancho cerca de Camp Thomas en 1877, pero Billy Clanton solía volver a menudo a visitar la vieja casa. Melvin Jones, cuyo padre le compró el rancho a Newton, escribió que Billy Clanton conoció primero a los hermanos Frank y Tom McLaury en el rancho en 1878, en el momento en que los hermanos McLaury habían localizado la tierra para levantar un rancho ganadero en el Valle Sulphur Springs.
Después de dejar Camp Thomas, Newman Clanton compró un terreno en el Río San Pedro, Arizona, donde construyó una casa grande de adobe. La casa se convirtió en la sede del Rancho Clanton. Phin obtuvo trabajo como conductor de transporte de mercancías. En el mismo año el prospector Ed Schieffelin descubrió plata en las colinas al este del Río San Pedro en una meseta conocida como Goose Flats, a menos de 15 millas del rancho Clanton. La familia estaba muy bien situada para cumplir la demanda de carne de la ciudad en auge de Tombstone. Desde su fundación en marzo de 1879, Tombstone pasó de 100 habitantes a más de 15.000 ciudadanos en su punto álgido menos de una década después.
La Empresa de Molino y Minería de Tombstone abrió un molino de sello cerca de 5 millas del rancho de Clanton en 1879 para aprovechar el suministro de agua. Otro molino lo siguió pronto y ambos comenzaron a operar en 1879, El rancho Clanton se convirtió en una empresa exitosa por muchas razones. Los Clanton también suministraron carne a Bisbee, Arizona, y otros pueblos cercanos. Durante su testimonio después del tiroteo en el O.K. Corral, Ike Clanton afirmó haber criado y comprado cerca de 700 cabezas de ganado en el último año, y el rancho de Clanton era una de las haciendas ganaderas más rentables en esa parte del país.: 193  Sin embargo, los Clanton nunca registraron su propio hierro de marcar ya sea en el Condado de Cochise o en el Condado de Pima, lo que era necesario para criar ganado legalmente.: 193 
Los Clanton tenían la reputación de ser parte de un grupo de forajidos llamados The Cowboys que cruzaban la frontera con México, donde robaban ganado y lo revendían a los mineros hambrientos en el condado de Cochise. Tom y Frank McLaury trabajaron con los cuatreros comprando y vendiendo ganado robado. El gobierno mexicano en el momento colocó altos aranceles a las mercancías transportadas a través de la frontera, haciendo que el contrabando fuera una empresa rentable.
El gran número de hombres necesarios para trabajar en las minas de rápido crecimiento dio lugar a un rápido aumento de la demanda de ganado vacuno. Aunque parte de su ganadería era legítima, los Clanton robaban ganado de la frontera cerca de México. Clanton y sus hijos negociaban la venta de los animales robados en los Estados Unidos. [cita requerida] Otros ganaderos de la zona como Henry Hooker criaron su propia carne en la zona relativamente seca alrededor de Tombstone, por lo que requirieron mucha más mano de obra para el mismo número de animales y protegerlos del ataque de los indios en el tiempo que tomaba criarlos.[cita requerida]
Los hermanos John y Phin Clanton trabajaban en el rancho de la familia. Phin fue detenido en varias ocasiones por robo de ganado y una vez por robo, pero nunca fue condenado.: 46  
Durante la década de 1880 una serie de forajidos Cowboys trabajaron en el rancho de Clanton. Estos incluyeron a "Pony" Diehl, "Curly Bill" Brocius, y Frank y Tom McLaury, hasta que los McLaury compraron su propio rancho. Johnny Ringo, que había participado en la Guerra del Condado de Mason, se alineó con el Ranger de Texas y pistolero Scott Cooley, asociándose con los Clanton.[cita requerida]

### Primera masacre del Cañón Skeleton
En julio de 1879 varios cuatreros atacaron un rancho en el norte de Sonora, México, matando a varios de los habitantes. Cazando a los asesinos, los Rurales mexicanos liderados por el comandante Francisco Neri cruzaron ilegalmente la frontera hacia Arizona y fueron emboscados. Fue ejecutado el líder del pelotón. Johnny Ringo más tarde dijo que él fue uno de los asesinos que incluían al Viejo Clanton, sus hijos Ike y Billy, junto con "Curly Bill" Brocius, "Indio" Charlie, los hermanos Frank y Tom McLaury, Jim Hughes, "Rattlesnake" Bill, Joe Hill, Charlie Snow, Jake Guage y Charlie Thomas.
Clanton dejó a sus hijos para administrar el rancho del Río San Pedro y se mudó a un nuevo rancho en el Valle de las Ánimas de Nuevo México, a sólo un kilómetro de la frontera México-Estados Unidos. Este rancho servía como plataforma para las incursiones transfronterizas ilegales de ganado en Sonora, México.

### Segunda masacre del Cañón Skeleton
Dos años más tarde, en julio de 1881, "Curly Bill" Brocius se enteró de que varios traficantes mexicanos llevando plata se dirigían a los Estados Unidos a través del Cañón Skeleton. Él, junto con Johnny Ringo, el Viejo Clanton, Ike y Billy Clanton, los hermanos Frank y Tom McLaury, Billy Grounds y Zwing Hunt se escondieron en las rocas por encima del camino. Cuando los traficantes cabalgaban a través del cañón, los forajidos Cowboys abrieron fuego y mataron a seis de los diecinueve hombres. Mataron al resto cuando trataban de escapar.

### Muerte en el Cañón de Guadalupe
El 12 de agosto de 1881, Clanton y otros seis hombres comenzaron un viaje arreando ganado robado vendido a él por "Curly Bill" Brocius a través del Cañón de Guadalupe, cerca de la frontera con México. Al amanecer del segundo día en el camino, fueron emboscados por los mexicanos enviados por el Comandante Felipe Neri: 110  en lo que más tarde fue conocido como la Masacre del Cañón de Guadalupe. Cinco hombres murieron en la emboscada. El Viejo Clanton, que estaba preparando el desayuno cuando le dispararon, cayó muerto sobre la fogata. 
Drovers Harry Ernshaw y Billy Byers sobrevivieron. Junto con Dick Gray, quien ayudó a enterrar a los muertos, todos dijeron que los atacantes eran mexicanos. La familia Byers recibió una foto del Viejo Clanton de Ike y Phin Clanton, en el reverso de la cual escribieron: "El Sr. Clanton asesinado el 13 de agosto—81 por los mexicanos con otros 4 estadounidenses en el Cañón de Guadalupe [sic] Nuevo México". Ambos hombres firmaron la inscripción. Otra fotografía de Will G. Lang, que también fue muerto en la emboscada, lleva una inscripción parecida: "Will G. Lang asesinado por los mexicanos-Valle de las Ánimas Nuevo México 13 de agosto de 1881, junto con Gray, Cranton, Clanton y Snow y Byers heridos".: 457  Junto con la participación de Behan en el escape de King, fue el comienzo de las malas relaciones entre los Earp y las facciones de los Cowboys.: 38 
Snow fue enterrado donde cayó debido a la descomposición de su cuerpo. Los otros fueron llevados en carreta y enterrados a unos quince kilómetros al este de Cloverdale, Nuevo México.: 73–74 

## Reentierro
En 1882 Ike y Phin Clanton exhumaron el cuerpo de su padre y lo llevaron al cementerio de Boot Hill en Tombstone, donde fue re-enterrado junto a su hijo menor, Billy Clanton, que había muerto dos meses después de la muerte de su padre, en el Tiroteo en el O.K. Corral.
En el verano de 1887, Ike Clanton fue acusado de robo de ganado y fue asesinado resistiéndose al arresto en un tiroteo con los agentes de la ley. Su tumba sin marcar, cerca de Eaglecreek en el Condado de Greenlee, Arizona, podría haber sido localizada por un descendiente en 1996. Él propuso sin éxito a los oficiales del pueblo de Tombstone que los restos debían ser exhumados y vueltos a enterrar cerca de las tumbas de Newman Haynes y Billy Clanton en Boot Hill en Tombstone.[cita requerida]
El segundo hijo de Newman, Phineas ("Fin") Clanton, sobrevivió a las guerras de ganado. Fue declarado culpable de robo de ganado y sirvió 17 meses en prisión. Después de su liberación, administró un rancho de cabras y se casó. Estuvo involucrado en un accidente de carro y su exposición al clima frío condujo a un caso fatal de neumonía en 1905. Está enterrado en Globe, Arizona.

## Los Clanton como pandilla
A pesar de las representaciones de Hollywood en el cine, los forajidos "Cowboys" eran un grupo vagamente conectado e informal. Aunque los medios modernos, como la película Pasión de los fuertes y la serie de televisión La vida y leyenda de Wyatt Earp, han retratado a Newman Clanton como el líder de una "pandilla de forajidos", no había banda organizada. Tampoco hay evidencia de que Newman haya conocido a ninguno de los hermanos Earp, ya que se había trasladado a Nuevo México para el momento en que los Earp llegaron a Tombstone a finales de 1879.